# Gaston III. de Béarn
Gaston III. de Béarn (umro 1054.) bio je francuski vikont u srednjem vijeku.
Njegov je otac bio vikont Centule IV. de Béarn, a majka mu je bila vikontesa Angela, koja je izvršila poznatu donaciju.
Gaston je bio brat plemića Rajmonda – spomenut u jednoj povelji kao "Ramundus Centulli, frater Gastonis" – i Auriola.
1030. Gaston je oženio damu zvanu Adelajda, koja mu je rodila sina, Centulea V., grofa Bigorre.
Bio je djed Gastona IV.